# God Bless America (brano musicale)
God Bless America è una canzone patriottica americana scritta da Irving Berlin durante la prima guerra mondiale nel 1918 e rivisitata da lui stesso in vista della seconda guerra mondiale nel 1938, successivamente incisa da Kate Smith, diventando la sua canzone simbolo.
Il brano prende la forma di una preghiera (l'intro "as we raise our voices, in a solemn prayer") per la benedizione di Dio e per la pace della nazione ("...stand beside her and guide her through the night...").
Il brano è stato inciso come singolo e non solo, da molti artisti tra cui LeAnn Rimes (2001) e Céline Dion (2001).

## Storia
Irving Berlin scrisse la canzone nel 1918 mentre prestava servizio nell'esercito degli Stati Uniti al Camp Upton di Yaphank, New York, per una rivista chiamata Yip Yip Yaphank, nel quale decise che non rientrava, perciò la mise da parte. Il testo in quel momento includeva i versi "Make her victorious on land and foam, God bless America... (Renderla vittoriosa sulla terra e sulla spuma, che Dio benedica l'America...)" così come "Stand beside her and guide her to the right with the light from above (Stai accanto a lei e guidala a destra con la luce dall'alto)".
Il critico musicale Jody Rosen affermò che una canzone di dialettale ebraica del 1906, When Mose with His Nose Leads the Band, conteneva un frammento di sei note che era "immediatamente riconoscibile come le varietà di apertura di God Bless America", interpretandolo come esempio dell'abitudine di Berlin, di interpolare frammenti di canzoni ricordate in altri brani. Berlin, nato Israel Isidore Beilin, si fece scrivere diverse melodie di novità a tema ebraico.
Nel 1938, con l'ascesa di Adolf Hitler, Irving, che era di origine ebrea ed era arrivato in America dalla Russia all'età di cinque anni, sentì che era giunto il momento di far rivivere il brano come una "canzone di pace". L'11 settembre 1938, durante la trasmissione radiofonica dell'Armistice Day, la canzone fu interpretata per la prima volta in pubblico da Kate Smith. Berlin apportò delle piccole modifiche al testo; dove c'era "to the right (a destra)", parola che avrebbe potuto richiamare la destra politica, ci sostituì "through the night (attraverso la notte)". Fornì anche un'introduzione che ora è raramente ascoltata ma che Smith ha sempre usato:"While the storm clouds gather far across the sea / Let us swear allegiance to a land that's free / Let us all be grateful for a land so fair, / As we raise our voices in a solemn prayer" (nella sua prima trasmissione della canzone, Kate Smith cantò "that we're far from there" piuttosto che "for a land so fair"). Questo fu cambiato quando Berlin pubblicò gli spartiti nel marzo del 1939.

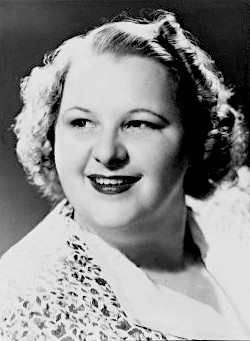
Kate Smith è stata la prima cantante a incidere il brano God Bless America

Alcuni artisti e attivisti politici non furono d'accordo sui testi che Berlin scrisse per la canzone. Woody Guthrie fu uno di loro tanto da criticare il brano e pubblicare nel 1940 una canzone di risposta intitolata This Land Is Your Land; originariamente doveva chiamarsi God Blessed America For Me. Anche gruppi antisemiti come il Ku Klux Klan protestarono contro la canzone a causa della sua paternità da parte di un immigrato ebreo.
Nel 1943, l'interpretazione della Smith fu inserita nel film musical patriottico This is the Army insieme ad altre canzoni di Irving Berlin. I manoscritti conservati nella Library of Congress rivelano l'evoluzione del brano dalla vittoria alla pace. Berlin concesse i diritti d'autore della canzone alla The God Bless America Fund per distribuirli ai Boy Scouts e alle Girl Scouts di New York City. Kate Smith interpretò la canzone durante le sue due serie televisive NBC negli anni '50 e nel suo breve The Kate Smith Show andato in onda sulla CBS, trasmesso dal 25 gennaio al 18 luglio 1960. God Bless America generò anche un'altra delle melodie di Irving Berlin, Heaven Watch The Philippines, durante la fine della seconda guerra mondiale dopo aver ascoltato i filippini cantare una versione leggermente rivisitata della canzone sostituendo "America" con "The Philippines".
La canzone fu usata all'inizio del Movimento per i diritti civili degli afroamericani e durante le manifestazioni sindacali. Durante gli anni '60, la canzone fu sempre più utilizzata dai conservatori cristiani negli Stati Uniti per segnalare la loro opposizione al liberalismo secolare e per mettere a tacere i dissidenti che appoggiavano il comunismo o in opposizione al coinvolgimento degli Stati Uniti nella guerra del Vietnam.
Dall'11 dicembre 1969 all'inizio degli anni '70, il modo in cui suonava la Smith cantando la canzone prima di molte partite giocate in casa dei Philadelphia Flyers della National Hockey League, gli conferiva una rinnovata popolarità e la reputazione di essere un "portafortuna" per i Flyers molto prima che diventasse un punto fermo degli eventi sportivi a livello nazionale. I Flyers portarono persino la Smith ad esibirsi dal vivo prima della Gara 6 della finale della Stanley Cup 1974, il 19 maggio 1974, giorno in cui i Flyers vinsero la finale.

## Interpretazioni dal vivo
Nel 1940 God Bless America divenne la canzone ufficiale della campagna elettorale sia del presidente Franklin Delano Roosevelt sia per il suo avversario repubblicano, Wendell Willkie. A quel tempo, la canzone rappresentava la tolleranza culturale e religiosa.
Durante una trasmissione televisiva in diretta, la sera dell'11 settembre 2001, giorno degli attacchi terroristici alle Torri gemelle, a seguito dei discorsi degli allora leader della Camera e del Senato, rispettivamente il presidente Dennis Hastert (repubblicano) e Tom Daschle (democratico), i membri del Congresso degli Stati Uniti si radunarono per un'esibizione simbolica e spontanea di God Bless America sui gradini del Campidoglio a Washington, DC.
Il 21 luglio 2011, la versione di Kate Smith fu suonata per il risveglio dell'ultimo giorno nello spazio dell'equipaggio dello Space Shuttle Atlantis (STS-135) della NASA, che chiuse il programma di 30 anni dello Space Shuttle.

### Eventi sportivi

#### National Hockey League
God Bless America fu eseguito anche durante le partite giocate in casa dai Philadelphia Flyers della National Hockey League e in quelle degli Ottawa Senators in cui la squadra ospite proviene dagli Stati Uniti.(l'NHL richiede che le arene sia negli Stati Uniti sia in Canada eseguano sia The Star-Spangled Banner che O Canada, l'inno nazionale canadese, in partite che coinvolgono squadre di entrambi i paesi).
In alcune partite casalinghe dei Flyers, specialmente durante i grandi giochi e i playoff, la loro cantante dell'inno principale, Lauren Hart, cantò God Bless America in duetto virtuale con Kate Smith. La Smith è anche apparsa più volte di persona a cantare in determinate partite dei Flyers, tra cui la finale della Stanley Cup del 1974, giocata contro i Boston Bruins, alla quale ricevette una fragorosa ovazione dagli appassionati fan di Philadelphia. Prima dei giochi ogni volta che si esibiva God Bless America, Lou Nolan, l'annunciatore PA per i Flyers al Wells Fargo Center, disse:"Signore e signori, in questo momento, vi chiediamo per favore di alzarvi e togliervi i cappelli e salutare con le nostre bandiere e dare il benvenuto alla cantante dell'inno classificato n. 1 nella NHL, la nostra Lauren Hart, mentre canta God Bless America, accompagnata dalla grande Kate Smith."
In alcune partite in casa dei Senators dal 2000 al 2001, se la squadra ospite proviene dagli Stati Uniti, il loro cantante principale dell'inno, l'agente della polizia provinciale dell'Ontario Lyndon Slewidge, cantò God Bless America e O Canada. Ne è stato un esempio durante l'apertura della partita giocata in casa dai Senators durante la stagione 2002-2003, quando stavano giocando contro i New Jersey Devils.
Durante il periodo in cui Tom Golisano era proprietario dei Buffalo Sabres, la squadra sostituiva occasionalmente God Bless America con The Star-Spangled Banner durante alcuni eventi speciali. Quando ciò accadde, Ronan Tynan fu chiamato a cantare la canzone mentre il solito cantante di inno Doug Allen cantava O Canada.

#### Major League Baseball
Al Wrigley Field di Chicago durante la guerra del Vietnam, la canzone veniva spesso suonata dall'organista come parte della sua playlist post-gioco mentre i fan uscivano dallo stadio.
Dopo gli attentati terroristici dell'11 settembre 2001, God Bless America viene comunemente cantata durante il settimo inning nelle partite di Major League Baseball, il più delle volte la domenica, agli Opening Day, nel Memorial Day, nel giorno dell'Independeza, nella partita dell'All-Star Game, nel Labor Day, l'11 settembre e in tutte le partite di baseball post-campionato della Major League. In seguito agli attentati, John Dever, allora Vicedirettore delle Relazioni con i media dei San Diego Padres, suggerì che la canzone sostituisse Take Me Out to the Ball Game, l'inno più tradizionale del 7° inning. La Major League Baseball seguì rapidamente il comando dei Padres e lo istituì a livello di campionato per il resto della stagione. Attualmente, le squadre decidono individualmente quando riprodurre la canzone.
I New York Yankees, nelle partite giocate in casa allo Yankee Stadium, sono attualmente l'unico club della Major League a far suonare God Bless America in ogni partita durante il settimo inning. Lo YES Network degli Yankees trasmette le sue performance durante tutti i giochi, prima di andare in pubblicità. Durante le partite più importanti, come gli Opening Day, le festività nazionali, le competizioni per i playoff o le partite contro i Boston Red Sox o i New York Mets, gli Yankees facevano spesso eseguire la canzone al tenore irlandese Ronan Tynan.
Il 26 agosto 2008, durante una partita dei Boston Red Sox allo Yankee Stadium, un fan che aveva tentato di andare in bagno durante la riproduzione della canzone fu trattenuto e successivamente mandato fuori dall'edificio dagli ufficiali del NYPD. Parte della risoluzione della causa risultante fu che gli Yankees di New York annunciarono che non avrebbero più limitato il movimento dei fan durante l'esecuzione della canzone.
Il 15 settembre 2009, tre adolescenti delle superiori intentarono una causa contro la Newark Bears, lega dei minorenni del New Jersey, per essere stati espulsi dallo Eagles Riverfront Stadium per il loro rifiuto di assistere alla riproduzione di God Bless America il 29 giugno 2009. Prima di essere espulsi, fu chiesto loro di lasciare lo stadio dal presidente e comproprietario dei Bears, Thomas Cetnar.

#### National Football League
Il 1º gennaio 1976 al Rose Bowl, per onorare l'inizio delle celebrazioni del Bicentenario degli Stati Uniti, Kate Smith e la UCLA Band eseguirono God Bless America, interpretazione andata in onda televisiva.
Il 5 febbraio 2017 durante il Super Bowl LI halftime show, in un'introduzione pre-registrata, Lady Gaga interpretò un medley che comprendeva sia God Bless America che This Land Is Your Land.

#### Indianapolis 500
God Bless America è stata cantata anche durante la 500 Miglia di Indianapolis del 2003. Il brano patriottico America the Beautiful veniva cantata prima dell'era post 11 settembre; dopo gli attentati alle Torri gemelle fu utilizzato come inno la canzone di Berlin. Per molti anni il brano è stato interpretato da Florence Henderson. L'esibizione, spesso non trasmessa in televisione, precede immediatamente l'inno nazionale. La Henderson cantava regolarmente l'intera canzone, incluso il prologo, e alcune volte cantò il brano anche per una seconda volta.

## God Bless America(versione di LeAnn Rimes)
God Bless America è stato inciso e pubblicato come singolo anche dalla cantante americana di musica country LeAnn Rimes per la compilation omonima del 2001. Il brano prodotto da Wilbur C. Rimes, padre della cantante, fu rilasciato il 16 ottobre 2001 negli Stati Uniti.

### Antefatti e contenuti
Nel 1997 LeAnn Rimes registrò una cover di God Bless America per il suo secondo album in studio, You Light Up My Life: Inspirational Songs. Dopo gli eventi dell'11 settembre, la Rimes pubblicò la canzone come singolo promozionale e la inserì nella compilation intitolata God Bless America (2001), uscita in contemporanea con il singolo.
God Bless America fu rilasciato insieme ad altre due tracce: Put a Little Holiday in Your Heart e National Anthem.
Il 27 ottobre 2001 la cover della Rimes raggiunse la posizione numero 51 della Billboard Hot Country Songs.

### Formati e tracce
CD Singolo Promo (Stati Uniti) (Curb Records: D-1631)
1. God Bless America – 3:05 (Irving Berlin)
2. National Anthem – 2:02 (testo: Francis Scott Key – musica: John Stafford Smith)

CD Singolo (Stati Uniti) (Curb Records: D2-73127)
1. God Bless America – 3:05 (Berlin)
2. Put a Little Holiday in Your Heart – 3:25 (Roger Wojahn, Scott Wojahn, Greg Wojahn)

### Classifiche
| Classifica (2001)                         | Posizione massima raggiunta |
| ----------------------------------------- | --------------------------- |
| Stati Uniti (Billboard Hot Country Songs) | 51                          |

## God Bless America(versione di Céline Dion)
L'inno patriottico God Bless America è stato inciso nel 2001 dalla cantante canadese Céline Dion e pubblicato come singolo promozionale dell'album benefico God Bless America, una compilation di canzoni interpretate da artisti come Bruce Springsteen, Bob Dylan, Gloria Estefan, Mariah Carey e la stessa Dion.

### Antefatti e contenuti
A seguito degli attacchi terroristici dell'11 settembre, Céline Dion fu chiamata ad interpretare l'inno patriottico God Bless America per lo speciale televisivo America: A Tribute to Heroes, un concerto benefico organizzato da George Clooney in cui si esibirono molti altri artisti di fama internazionale e che andò in onda a reti unificate il 21 settembre 2001 negli Stati Uniti. Poco dopo, il 16 ottobre, la Sony Music Entertainment pubblicò un album a scopo benefico, intitolato God Bless America, album in cui fu inserita anche l'esibizione della Dion.
L'album debuttò alla numero 1 della Billboard 200 diventando dopo We Are the World (1985) il primo disco benefico a raggiungere la vetta della classifica degli album più venduti negli Stati Uniti. La versione incisa da Céline Dion di God Bless America, la cui produzione fu curata da David Foster, fu trasmessa in radio come singolo promozionale e raggiunse la posizione numero 14 della Hot Adult Contemporray Tracks, classifica in cui vi rimase per 19 settimane totali.

### Interpretazioni dal vivo e pubblicazioni
Il 21 settembre 2001 Céline canta insieme ad un coro diretto da David Foster, il brano scritto da Irving Berlin durante lo speciale televisivo America: A Tribute to Heroes. L'esibizione della Dion, anticipata da un monologo di Robert De Niro, fu registrata negli FLM Studios di Los Angeles il giorno prima della messa in onda a causa degli impegni della cantante. Il 4 dicembre 2001 fu pubblicato un album live, intitolato America: A Tribute to Heroes, contenente un doppio CD con tutte le esibizioni dello speciale televisivo omonimo, compresa anche quella della Dion.
Il 2 maggio 2002 la cantante canadese si esibisce sulla portaerei statunitense Harry S. Truman dove interpretò God Bless America al termine dello speciale televisivo della CBS dedicato ai militari americani, Rockin' for the USA - A National Salute to the U.S. Military. Nel 2003 nel Qualcomm Stadium, prima dell'inizio del Super Bowl XXXVII, Céline canta l'inno patriottico.

### Formati e tracce
CD Singolo Promo (Europa; Stati Uniti) (Columbia: SAMPCS 10781)
1. God Bless America – 3:47 (Irving Berlin)

### Classifiche
| Classifica (2001)                                     | Posizione massima raggiunta |
| ----------------------------------------------------- | --------------------------- |
| Stati Uniti (Billboard Hot Adult Contemporray Tracks) | 14                          |

### Crediti e personale
Registrazione
- Registrato ai FLM Studios di Los Angeles (CA); Sony Music Studios di Los Angeles (CA); Piccolo Studios di Montréal (CA)

Personale
- Arrangiato da - David Foster
- Direttore d'orchestra - Debbie Datz
- Direttore del coro - Morgan Ames
- Ingegnere del suono - Felipe Elgueta, Humberto Gatica
- Masterizzato da - Vlado Meller
- Mixato da - Humberto Gatica
- Musica di - Irving Berlin
- Orchestra arrangiata da - Marvin Warren
- Produttore - David Foster
- Produttore aggiuntivo - Simon Franglen
- Programmazione sintetizzatore - Simon Franglen
- Tastiere - David Foster
- Testi di - Irving Berlin

## Impatto artistico

### Cover di altri interpreti
- Nel 1939 anche Bing Crosby registrò una cover del brano di Irving Berlin per la Decca Records, la quale rilasciò la canzone il 22 marzo 1939.[33][34]
- Nel 1959 la cantante statunitense Connie Francis pubblicò il singolo di successo Among My Souvenirs. che aveva come traccia lato B la sua versione di God Bless America; la canzone raggiunse la numero 36 della Billboard Hot 100.[35]
- Nel 2001 dopo gli attentati terroristici alle Torri gemelle il tenore Daniel Rodríguez, denominato "The Singing Policeman" interpretò in molte occasioni commemorative e televisive, la sua versione di God Bless America, cover che entrò nella Billboard Hot 100 posizionandosi alla numero 99.[36]

### Inserimenti in pellicole cinematografiche
La canzone è stata cantata e inserita in molte pellicole cinematografiche come This is the Army, film del 1943 diretto da Michael Curtiz e Il cacciatore, film di guerra di Michael Cimino del 1978. Per quanto riguarda la canzone inclusa nel film Roger Ebert affermò nella sua recensione del 9 marzo 1979:"il film termina con una nota curiosa: il canto di God Bless America. Non vi dirò come arriva a quel momento particolare... ma voglio osservare che i testi di God Bless America non mi sono mai sembrati che contenessero un infinito di significati possibili, alcuni tragici, alcuni indicibilmente tristi, alcuni ancora provocatoriamente speranzosi". Altra pellicola in cui è presente il brano di Berlin è C'era una volta in America (1984) di Sergio Leone, dove viene suonata durante la scena dell'omicidio all'inizio del film. In un episodio del 1971 della serie TV Arcibaldo, "Flashback: Mike Meets Archie", quando Archie Bunker è disgustato dai punti di vista liberali di Mike "Meathead" Stivic, si alza e canta una versione macellata di God Bless America mentre Stivic gli urla contro.

### Parodie ispirate al brano
La canzone ha avuto un enorme impatto artistico tanto da generare numerose parodie legate ad essa.
Una versione irriverente del testo fu stampata nel libro The Mad World di William M. Gaines, di Frank Jacobs (1972). Il redattore d'arte veterano della rivista Mad, John Putnam, ne aveva preparato una copia e lo aveva inviato alle tipografie; la parola "America" era divisa, con un trattino, alla fine di una riga. La copia fu restituita a Putnam dal caposquadra della composizione, il quale spiegò che la sua unione aveva una regola che proibiva la divisione di quella parola. Putnam obbedì, riscrivendo la copia e rispedendola con questo allegato:
Land we extol;
Don't deface it;
Upper-case it;
Keep it clean, keep it pure, keep it whole;
In Bodoni, in Futura,
In Old English, in Cabell --
Don't break "America"--
Or we'll - raise - hell!»
Terra che esaltiamo;
Non sfigurarlo;
Maiuscolo;
Mantenerlo pulito, mantenerlo puro, mantenerlo intero;
in Bodoni, in Futura,
In Old English, in Cabell  -
Non rompere "America" -
O noi - alzeremo - l'inferno!»
Nel brano Temporarily Humboldt County incluso nel primo album dei commedianti The Firesign Theatre, Waiting for the Electrician or Someone Like Him, un gruppo di nativi americani canta brevemente e ironicamente "God bless Vespucciland..." sulle note di God Bless America svanire in lontananza. Il riferimento è una commedia sul nome dell'esploratore italiano Amerigo Vespucci, da cui deriva il nome "America" per il Nuovo Mondo.
Nella title track del loro album How Can You Be in Two Places at Once When You're Not Anywhere at All, The Firesign Theatre si dividono brevemente in base alla canzone: "Ask the postman. Ask the mailman. Ask the milkman...white with foam (Chiedi al postino. Chiedi al postino. Chiedi al lattaio. ..bianco con schiuma)".
Nel 2011 uscì nelle sale cinematografiche God Bless America, una commedia scritta e diretta da Bobcat Goldthwait, che fa satira sui valori americani contemporanei. La storia ruota attorno a un uomo senza amore, senza lavoro, forse malato terminale e alla sua compagna di 16 anni, che si scatenano in una follia omicida contro quelli che considerano i membri più stupidi, crudeli e ripugnanti della società americana.